# Bertrand Gachot
Bertrand Jean Louis Gachot (ur. 23 grudnia 1962 w Luksemburgu) – belgijsko-francuski kierowca wyścigowy, przedsiębiorca. W latach 1989–1992 oraz 1994–1995 uczestnik wyścigów Formuły 1.
Karierę rozpoczynał w kartingu w wieku piętnastu lat. W 1983 roku uczęszczał do szkoły wyścigowej Winfield School. W 1985 roku wygrał mistrzostwa EFDA Euroseries Formuła Ford 1600, a rok później – Brytyjskiej Formuły Ford 2000. W 1987 roku ścigał się w Brytyjskiej Formule 3 w zespole West Surrey Racing i zdobył tytuł wicemistrzowski tej serii. W sezonie 1988 zadebiutował w Międzynarodowej Formule 3000 w zespole Spirit Racing.
W roku 1989 z finansowym wsparciem Jeana-Pierre’a Van Rossema zadebiutował w Formule 1 w zespole Onyx, ale po wygłoszeniu negatywnych opinii na temat tego zespołu został z niego zwolniony i stracił wsparcie Van Rossema. W 1990 roku jeździł w zespole Coloni, ale nie zakwalifikował się wówczas do żadnego wyścigu. W sezonie 1991 ścigał się dla debiutanckiego zespołu Jordan, kilkukrotnie zdobywając punkty, a latem wygrał wyścig 24h Le Mans. W sierpniu tego roku został jednak skazany na karę pozbawienia wolności za niedozwolone użycie gazu łzawiącego zimą 1990 roku, wskutek czego został zastąpiony w Jordanie przez Michaela Schumachera. Po wyjściu z więzienia, pod koniec 1991 roku przeszedł do Larrousse’a, dla którego ścigał się również w sezonie 1992, zdobywając szóste miejsce w Grand Prix Monako. Po sezonie 1992 został zwolniony z Larrousse’a i w roku 1993 nie rywalizował w Formule 1, okazjonalnie ścigając się samochodami turystycznymi. Na rok 1994 powrócił do Formuły 1, zostając zawodnikiem Pacific Grand Prix. Nie ukończył wówczas ani jednego wyścigu, kwalifikując się jedynie do pięciu. W sezonie 1995 był kierowcą i współudziałowcem Pacifika.
W latach 1996–1997 ścigał się w serii All-Japan GT. Po 1997 roku zaprzestał ścigania. Od roku 2000 jest właścicielem firmy Hype Energy, produkującej napoje energetyczne.

## Niższe formuły
Gachot urodził się w mieście Luksemburg jako syn Niemki i francuskiego urzędnika Komisji Europejskiej. Wychował i uczył się w Brukseli. W wieku piętnastu lat rozpoczął ściganie się gokartami, gdzie nauczono go, by nigdy nie odpuszczać zakrętów, nawet za cenę rozbicia się.
W 1983 roku zakwalifikował się do programu Volant Elf. W finale zajął trzecie miejsce, za Jeanem Alesim i zwycięzcą, Érikiem Bernardem. W tym okresie Gachot podjął studia, ale już w 1984 roku zdecydował się z nich zrezygnować i rozpoczął ściganie się w Formule Ford 1600, osiągając trzecie miejsce w Festiwalu Formuły Ford pod koniec roku. W 1985 roku po rekomendacji przyjaciela, Norwega Haralda Huysmana dołączył do zespołu Keitha Wigginsa, Pacific Racing, w serii EFDA Euroseries Formuła Ford 1600. Wygrał wówczas cztery wyścigi i zdobył tytuł. Osiągnięcie to potwórzył rok później w Brytyjskiej Formule Ford 2000 samochodem Reynard po rywalizacji z Markiem Blundellem. Zdobył także wicemistrzostwo Europejskiej Formuły Ford.
W 1987 roku Gachot startował w Formule 3. W Brytyjskiej Formule 3 został zawodnikiem zespołu West Surrey Racing, w barwach którego wcześniej ścigali się między innymi Ayrton Senna i Nelson Piquet. Belg w 18 wyścigach wygrał trzykrotnie, tyle samo razy zdobył pole position, osiem razy stawał na podium, ustanowił dwa najszybsze okrążenia i zdobył 64 punkty, dzięki czemu zakończył sezon na drugim miejscu, za Johnnym Herbertem. Wystartował również w jednym wyścigu serii Formuła 3 Euro Series (zdobywając podium), a także w wyścigu o Puchar Europejskiej Formuły 3 (trzecie miejsce) oraz Grand Prix Makau (nie ukończył).
W sezonie 1988 ścigał się w Międzynarodowej Formule 3000 Reynardem 88D w zespole Spirit Racing. Do pierwszego wyścigu, na torze Jerez, Gachot startował z trzeciego miejsca, ale nie ukończył zawodów. Jednakże już w drugim wyścigu, na torze Vallelunga stanął na podium, zajmując drugie miejsce. Wyścigu w Pau nie ukończył, ale na torze Silverstone startował z pierwszego pola i po raz drugi w sezonie finiszował na drugim miejscu. Trzech następnych wyścigów Gachot nie ukończył, ale w Birmingham punktował, dojeżdżając do mety na piątym miejscu. Punkty zdobył także w trzech ostatnich wyścigach sezonu: na torach Bugatti i Dijon był czwarty, a w Zolder zajął szóstą pozycje. Sezon Gachot ukończył, uzyskawszy 21 punktów, co zaowocowało piątym miejscem w klasyfikacji kierowców. Wyższe pozycje zajęli Roberto Moreno, Olivier Grouillard, Martin Donnelly i Pierluigi Martini. Sezon 1988 Gachot zakończył wyścigiem o Grand Prix Makau w barwach zespołu Theodore Racing, którego jednak nie ukończył.

## Debiut w Formule 1

### Onyx (1989)
Gachot chciał zadebiutować w Formule 1, ale skończyły mu się pieniądze, którymi mógłby płacić za starty. Belg zdołał jednak zyskać finansowe wsparcie firmy Moneytron, należącej do ekscentrycznego belgijskiego milionera, Jeana-Pierre’a Van Rossema. Wysokość tego finansowego wsparcia wynosiła sto milionów franków belgijskich, dzięki czemu w 1989 roku Gachot mógł zadebiutować w Formule 1 w zespole Onyx.

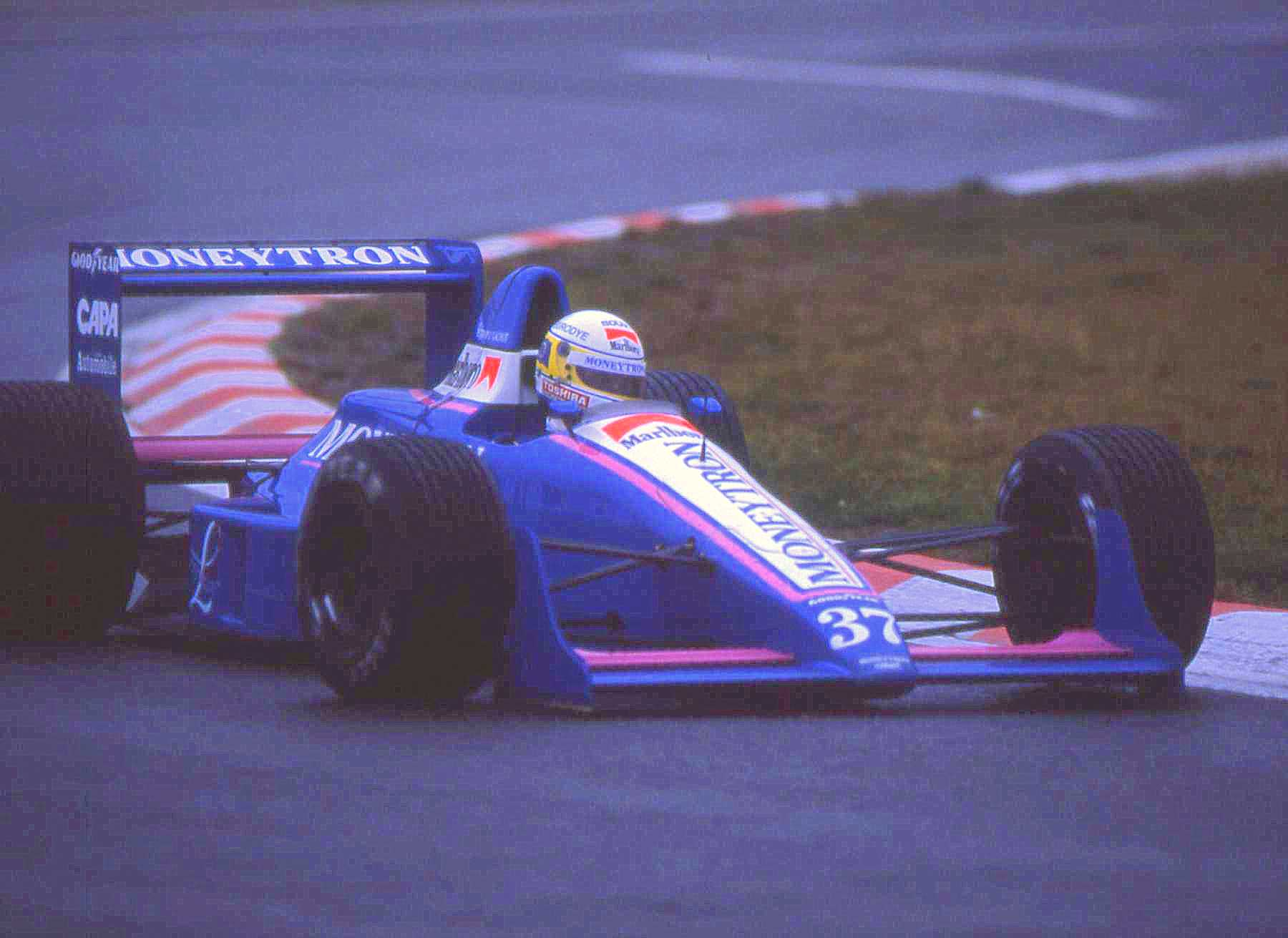
Gachot w Onyksie ORE-1 podczas Grand Prix Belgii 1989

Onyx Grand Prix, podobnie jak Gachot, debiutował w Formule 1, ale wcześniej odnosił sukcesy jako Onyx Race Engineering w Formule 2 i Międzynarodowej Formule 3000. We wrześniu 1988 roku większość udziałów w zespole nabył Paul Shakespeare, ale później odkupił je od niego Jean-Pierre Van Rossem. Zespół podpisał na sezon 1989 umowę z Fordem na dostarczanie silników, a z Goodyearem – na dostawę opon. Projektantem został Alan Jenkins, dawny pracownik McLarena i Penske, a drugim kierowcą, obok Gachota, został Stefan Johansson, wcześniej kierowca m.in. Ferrari i McLarena. Onyx był jedynym debiutującym zespołem w roku 1989, ale mimo stawki 39 samochodów w sezonie 1989 mógł oczekiwać dobrego sezonu. Zaprojektowany przez Jenkinsa Onyx ORE-1 był jednak samochodem ukończonym późno, de facto o piątej rano w dniu prezentacji.
Zgodnie z regulaminem, zarówno Johansson jak i Gachot musieli wziąć udział w prekwalifikacjach w pierwszej połowie sezonu. W związku z ograniczoną ilością testów zespołu obaj kierowcy Onyksa podczas Grand Prix Brazylii nie zdołali się prekwalifikować, przy czym Gachot stracił do Johanssona 2,7 sekundy i zajął ostatnie miejsce. Gachot nie zdołał się także prekwalifikować podczas Grand Prix San Marino i Grand Prix Monako. W Grand Prix Meksyku prekwalifikował się tylko Johansson. Do dwóch północnoamerykańskich Grand Prix (Stanów Zjednoczonych i Grand Prix Kanady) ponownie Gachot się nie prekwalifikował, Johansson natomiast zdołał się zakwalifikować do wyścigów.
W trakcie treningów do Grand Prix Francji Gachot musiał skorzystać z zapasowego samochodu. Mimo to Belg wygrał prekwalifikacje z przewagą pięciu setnych sekundy nad drugim Johanssonem i po raz pierwszy w karierze mógł wziąć udział we właściwych kwalifikacjach w Grand Prix Formuły 1. W kwalifikacjach tych zajął jedenaste miejsce i wystartował w wyścigu. W wyścigu Gachot awansował na szóste miejsce, ale w jego samochodzie awarii uległ akumulator i Belg spadł na szesnaste miejsce. Gachot ukończył wyścig na trzynastym miejscu, ale Johansson finiszował piąty, zapewniając Onyksowi dwa punkty; oznaczało to, że na tamtą chwilę obaj kierowcy zespołu po Grand Prix Wielkiej Brytanii nie musieliby brać udziału w prekwalifikacjach.
Gachot wygrał także prekwalifikacje do Grand Prix Wielkiej Brytanii. Następnie zakwalifikował się do wyścigu na 21 pozycji. Na początku wyścigu Gachot spadł na 24. miejsce. Problemy ze sterownością samochodu spowodowały, że Belg ukończył wyścig na ostatniej, dwunastej pozycji. Fakt ukończenia przez kierowców Minardi tego wyścigu na piątym i szóstym miejscu oznaczał jednak, że kierowcy Onyx Grand Prix byli zmuszeni brać udział w prekwalifikacjach do końca sezonu.
Gachot wygrał również prekwalifikacje do Grand Prix Niemiec, ale do wyścigu się nie zakwalifikował. W prekwalifikacjach do Grand Prix Węgier Belg był czwarty, ale pozwoliło mu to na wzięcie udziału we właściwych kwalifikacjach, gdzie był 21. Na starcie Gachot awansował na siedemnastą pozycję, ale na 39 okrążeniu wycofał się z powodu awarii skrzyni biegów. Prekwalifikacje do Grand Prix Belgii 1989 Gachot zakończył na trzecim miejscu, a w kwalifikacjach właściwych zajął 23. miejsce. W wyścigu podążał przed Philippem Alliotem i Luisem Pérezem-Salą, gdy na 22 okrążeniu wpadł w poślizg i zakończył wyścig. Do Grand Prix Włoch Gachot zdołał się prekwalifikować, a we właściwych kwalifikacjach był 22. Belg nie ukończył jednak trzeciego wyścigu z rzędu, kiedy to jadąc na ostatnim, 15. miejscu, awarii w jego samochodzie na 39 okrążeniu uległa chłodnica.
W tym czasie Gachot narzekał prywatnie na zespół, między innymi na brak testów i niedostateczne wsparcie. Te wyznania pojawiły się w prasie bez zgody Gachota. Onyx i Van Rossem wiedzieli, że Gachot nie udzielił zgody na publikację, ale zespół zawiesił kierowcę na jeden wyścig, zastępując go JJ Lehto. Później Gachot został całkowicie zwolniony z Onyx Grand Prix.

### Rial, Coloni (1989–1990)
Dysponując odpowiednimi funduszami, pod koniec sezonu 1989 Gachot przeszedł do zespołu Rial Racing, zastępując Gregora Foiteka. Wystawiany przez zespół samochód Rial ARC2, napędzany silnikami Ford Cosworth DFR był niekonkurencyjnym, przestarzałym modelem. W tych warunkach Gachot nie zdołał zakwalifikować się do dwóch ostatnich wyścigów sezonu. W kwalifikacjach do Grand Prix Japonii zajął ostatnie, trzydzieste miejsce, tracąc do premiowanego zakwalifikowaniem się do wyścigu 26. miejsca ponad trzy i pół sekundy, a do zespołowego partnera Pierre’a-Henriego Raphanela 0,135 sekundy. Kwalifikacje do Grand Prix Australii Belg ukończył z kolei na 29 pozycji, do 26 tracąc prawie dwie sekundy; Gachot był jednak nieznacznie szybszy od Raphanela. Sezon 1989 Gachot ukończył bez punktów i został sklasyfikowany na 32. miejscu w klasyfikacji generalnej kierowców. Po sezonie 1989 Rial został rozwiązany.

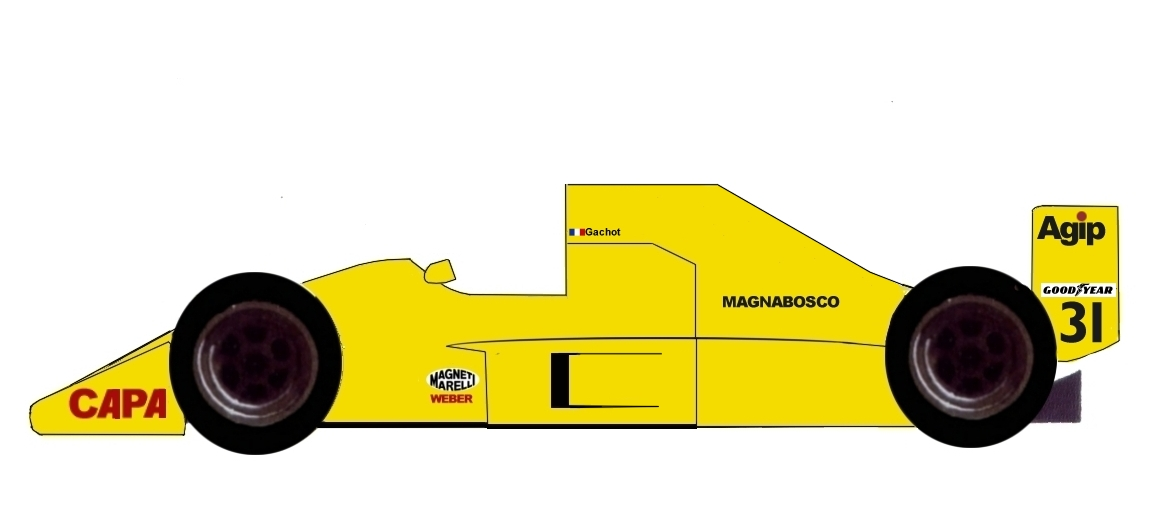
Coloni C3C

W sezonie 1990 Gachot został kierowcą Coloni. Ten włoski zespół zadebiutował w Formule 1 w sezonie 1987 i nie odnosił większych sukcesów, a jego kierowcy wielokrotnie nie kwalifikowali się do wyścigów. W sezonie 1989 Coloni po raz pierwszy wystawiło dwa samochody, ale żaden z kierowców nie ukończył wyścigu. Jednakże przed sezonem 1990 Coloni zrezygnował ze stosowanych dotychczas silników Forda, podpisując kontrakt na wyłączność z Subaru. Subaru chciało w ten sposób dołączyć do Formuły 1, podążając drogą Hondy i Yamahy i w tym celu zleciło firmie Motori Moderni budowę silnika B12; pierwotnie silniki te miały w roku 1990 napędzać Minardi, ale ostatecznie Subaru zdecydowało się na wykupienie połowy udziałów w Coloni i dostarczanie silników temu zespołowi. Silniki Subaru dysponowały jednak mocą jedynie 500 KM (silniki Honda dysponowały mocą około 700 KM) i były za ciężkie o około 110 kg. Ponadto w celu dostosowania samochodu do nowego silnika z Coloni C3B usunięto airboks i zwiększono sekcje boczne, co w połączeniu ze złym rozkładem masy powodowało, że samochód bardzo źle się prowadził. W tych warunkach Gachot – jedyny kierowca Coloni w 1990 roku – nie odnosił sukcesów, ani razu się nie prekwalifikując. W prekwalifikacjach do Grand Prix USA i Grand Prix Francji Gachot nie ustanowił żadnego szybkiego okrążenia z powodu odpowiednio pęknięcia linki zmiany biegów i awarii silnika. Z kolei w prekwalifikacjach do Grand Prix Brazylii, Grand Prix Monako i Grand Prix Kanady Gachot tracił do premiowanego awansem miejsca ponad dziesięć sekund. Z drugiej strony prekwalifikacje do Grand Prix Meksyku zakończył z czasem o 1,3 sekundy gorszym od czasu zwycięzcy.
Po Grand Prix Wielkiej Brytanii Subaru postanowiło zakończyć współpracę z Coloni. Już po Grand Prix Brazylii zespół opuścił menedżer Alvise Morin, niezadowolony z faktu, że Enzo Coloni nie płacił jego pracownikom i nie przeznaczał pochodzących od Subaru pieniędzy na rozwój samochodu i silnika B12. W tych warunkach Subaru postanowiło przejąć pełną kontrolę nad Coloni. Enzo Coloni zgodził się na sprzedaż, ale nie chciał zrezygnować z kierownictwa swoim zespołem. Podczas Grand Prix Kanady na prośbę Coloniego z zespołu odszedł szef inżynierów Paul Burgees. Po Grand Prix Francji Subaru ogłosiło, że po następnym wyścigu – tj. Grand Prix Wielkiej Brytanii – wycofuje się z Formuły 1.
W tych warunkach Coloni postanowił skorzystać z silników Ford DFR, przygotowanych przez firmę Langford and Peck; przygotowano też unowocześnioną wersję „C” modelu Coloni C3, z niskimi sekcjami bocznymi i airboksem. Mimo zmiany silnika nadal był to samochód, który się trudno prowadził, i Gachot ponownie nie prekwalifikował się podczas Grand Prix Niemiec i Grand Prix Węgier. Po Grand Prix Węgier z rywalizacji wycofał się zespół Onyx, a to oznaczało, że aby dostać się do właściwych kwalifikacji, Gachot musiał pokonać tylko trzech kierowców. Istotnie, samochody Life i EuroBrun nie były konkurencyjne, i do końca sezonu Gachot uczestniczył już we właściwych kwalifikacjach. Mimo to nie zdołał nigdy uzyskać lepszego czasu niż ostatni, trzydziesty. Do zakwalifikowania się do Grand Prix Włoch brakło mu jednak tylko sekundy.

### Jordan (1991)

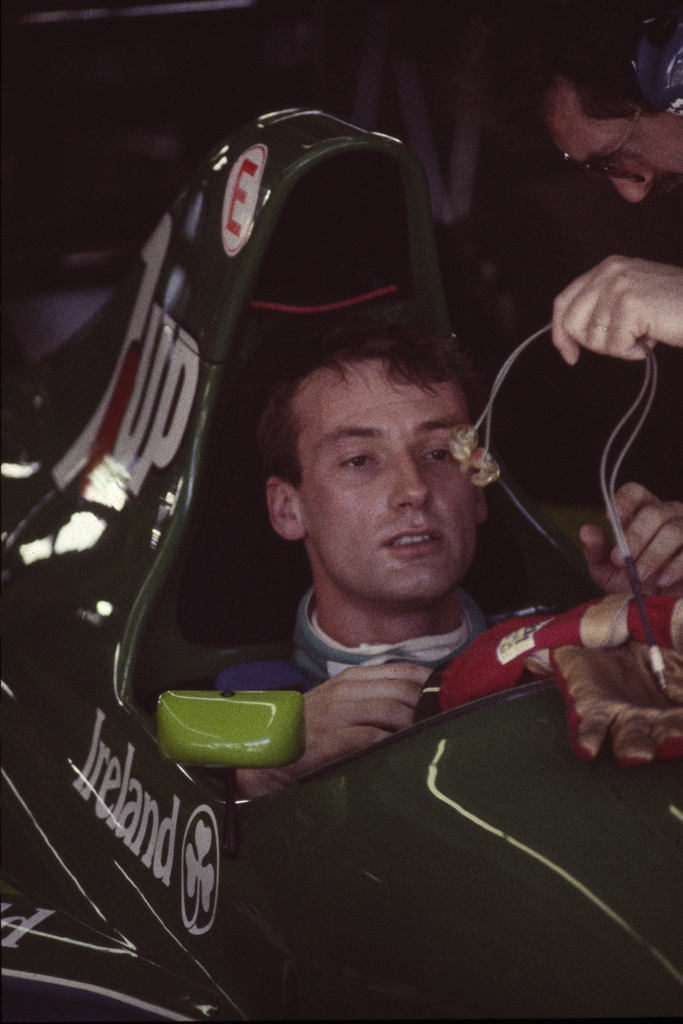
Bertrand Gachot w 1991 roku

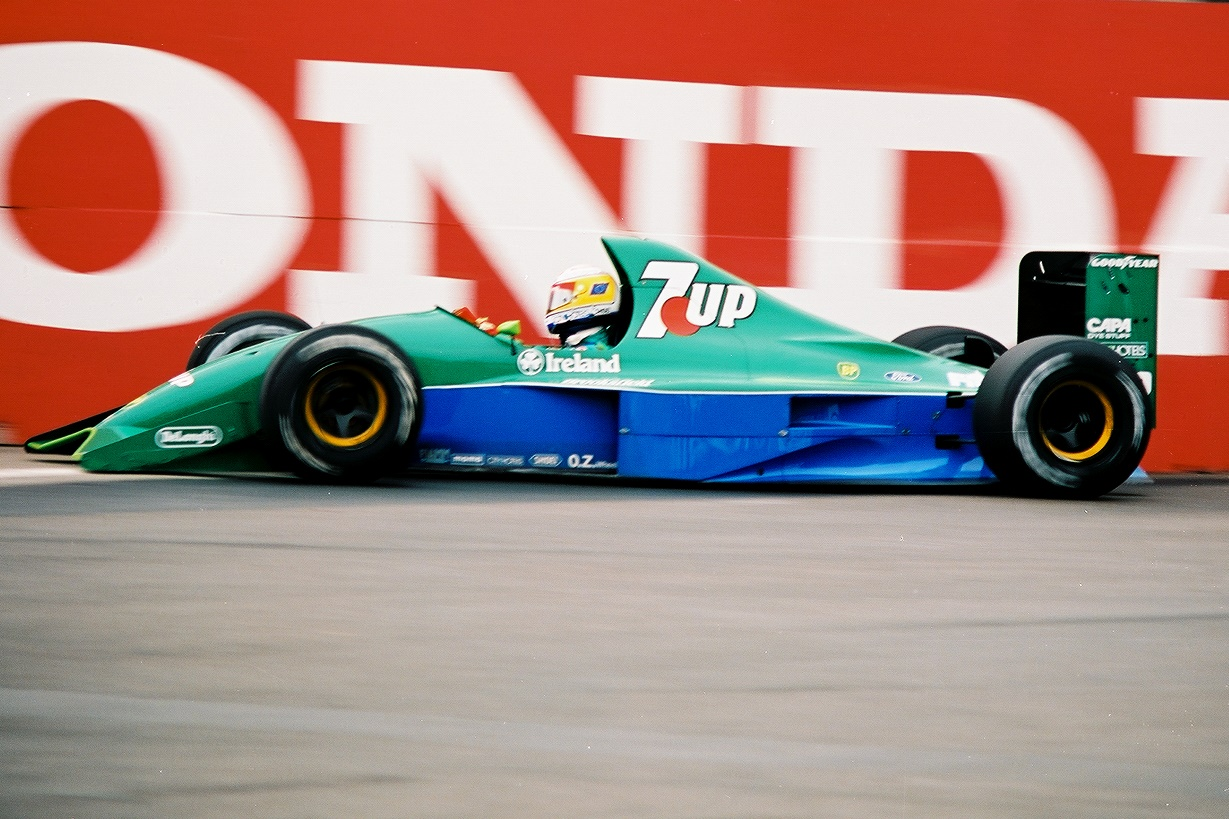
Bertrand Gachot w Jordanie 191 podczas Grand Prix Stanów Zjednoczonych 1991

W 1991 Gachot był zawodnikiem Jordana, wnosząc do zespołu półtora miliona dolarów. Jego partnerem zespołowym był doświadczony włoski kierowca, Andrea de Cesaris. Zespół Eddie Jordan Racing został założony w 1980 roku i odnosił sukcesy w Formule 3 i Formule 3000, a w 1991 roku z finansowym wsparciem 7 Up jako Jordan Grand Prix debiutował w Formule 1. Zaprojektowany przez Gary’ego Andersona i napędzany klienckimi silnikami Forda Jordan 191 z założenia miał być tak prostym samochodem, jak to możliwe. Mimo tego okazał się udaną konstrukcją, która umożliwiła Gachotowi zdobycie kilku punktów i utrzymanie szybkości de Cesarisa
Kwalifikacje do Grand Prix Stanów Zjednoczonych Gachot zakończył z czternastym rezultatem. Na starcie zyskał jedną pozycję, a po dziewięciu okrążeniach był już jedenasty. Gachot regularnie zyskiwał pozycje i na 50 okrążeniu był siódmy. Jednak na 76 okrążeniu, jadąc na ósmej pozycji, w jego samochodzie zepsuł się silnik i został on sklasyfikowany na dziesiątej pozycji.
Do Grand Prix Brazylii Gachot startował z 10. miejsca. Kierowca Jordana ponownie nie ukończył wyścigu: gdy jechał na ósmym miejscu, to na 64 okrążeniu w jego samochodzie doszło do usterki układu paliwowego. Gachot został sklasyfikowany jako trzynasty.
W kwalifikacjach do Grand Prix San Marino Gachot był dwunasty. Na starcie wyścigu padało, ale później tor zaczął przesychać. Na starcie Gachot awansował na dziewiąte miejsce. Na czwartym okrążeniu Gachot wypadł w zakręcie Tamburello i uszkodził nos swojego samochodu, po czym został jeszcze uderzony przez Maurício Gugelmina w Leyton Housie. Kierowca Jordana powrócił do rywalizacji na przedostatnim, 20. miejscu. Na 38 okrążeniu ostatni wówczas Gachot wycofał się z wyścigu wskutek wypadku, po którym uszkodził zawieszenie.
Do Grand Prix Monako Gachot zakwalifikował się z 24 rezultatem. Na starcie awansował na 20. miejsce, a wyścig ukończył na ósmym miejscu.
Sesje kwalifikacyjne do Grand Prix Kanady kierowca Jordana ukończył z czternastym czasem. Po wczesnym odpadnięciu Gerharda Bergera i Roberto Moreno Gachot jechał na dziewiątym miejscu. W dalszej części wyścigu z rywalizacji odpadli także m.in. Ayrton Senna, Alain Prost, Jean Alesi, a na ostatnim okrążeniu także Nigel Mansell. Korzystając z niepowodzeń rywali, Gachot finiszował w wyścigu na piątym miejscu, co było najlepszym jego rezultatem podczas startów w Formule 1.
W kwalifikacjach do Grand Prix Meksyku Belg był dwudziesty. Już po pierwszym okrążeniu Gachot jechał na piętnastej pozycji. Na 45 okrążeniu zawodnik znajdował się już w punktowanej szóstce. Po nieporozumieniu Roberto Moreno drogą radiową z zespołem Belg wyprzedził Brazylijczyka i jechał na piątym miejscu, dopóki na 52 okrążeniu wpadł w poślizg i wycofał się z zawodów.

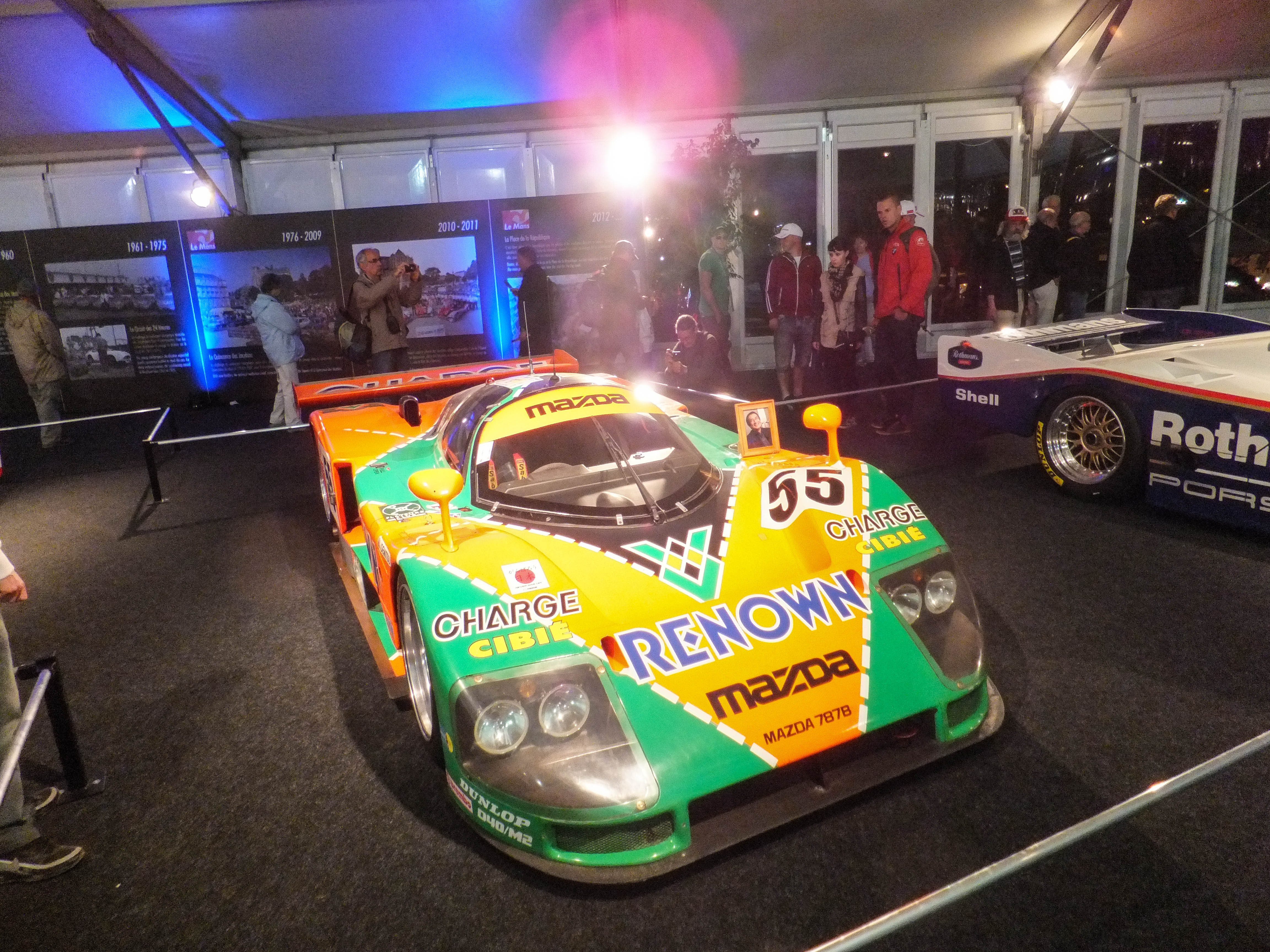
Mazda 787B załogi Gachot/Herbert/Weidler, która wygrała wyścig 24h Le Mans 1991

Tydzień po Grand Prix Meksyku odbył się wyścig 24h Le Mans, w którym Gachot wystartował Mazdą 787B wraz z Johnnym Herbertem i Volkerem Weidlerem. Gachot ścigał się między innymi w deszczowych warunkach w nocy po tym, gdy przejął samochód od Weidlera. Załoga wygrała rywalizację, pokonując 362 okrążenia. Było to pierwsze i jedyne zwycięstwo w Le Mans samochodu z silnikiem Wankla, a także pierwsza wygrana japońskiego konstruktora.
Do Grand Prix Francji Gachot zakwalifikował się z dziewiętnastym czasem, jednak już na pierwszym okrążeniu zakończył wyścig po tym, gdy wpadł w poślizg. Kwalifikacje do Grand Prix Wielkiej Brytanii Gachot zakończył jako siedemnasty. Na starcie spadł na 24. miejsce, ale stopniowo odrabiał straty i po dziewięciu okrążeniach był siedemnasty, a po 22 – siódmy. Po wypadku Jeana Alesiego w połowie wyścigu Gachot zdołał obronić się przed Stefano Modeną i zakończył zawody na szóstym miejscu, z przewagą 0,2 sekundy nad Włochem. Do Grand Prix Niemiec kierowca startował z jedenastej pozycji, a wyścig ukończył ponownie na punktowanym, szóstym miejscu. W kolejnym wyścigu – Grand Prix Węgier – Gachot był dziewiąty, ale ustanowił najszybsze okrążenie.

## Pobyt w więzieniu
„Czasem myślę sobie, że chciałbym tam wrócić i spędzić cichy weekend. Nie było telefonu ani faksu. Nie, tylko żartuję…”

10 grudnia 1990 roku Gachot jadąc Alfą Romeo swojej dziewczyny na spotkanie zarządu zespołu Jordan Grand Prix oraz firmy 7 Up w hotelu Carlton Towers musiał w okolicach Hyde Park Corner (Londyn) ustąpić taksówkarzowi Erikowi Courtowi, który zmienił pas ruchu tuż przed samochodem Gachota. Taksówkarz zaczął następnie gwałtownie hamować i przyspieszać, co zirytowało Gachota, który celowo wjechał w tył samochodu Courta. Court wysiadł z samochodu i zaczął grozić Gachotowi śmiercią, wskutek czego Gachot opryskał go gazem łzawiącym, który miał w schowku samochodu. Następnie Gachot postanowił zadzwonić na policję, ponieważ wokół zebrało się wielu taksówkarzy, którzy chcieli dokonać samosądu na Gachocie. Policja zabrała Gachota na komisariat, ale po pół godzinie puściła go, a Belg następnie pojechał na spotkanie.
Mimo to sprawa trafiła do sądu, ponieważ w Wielkiej Brytanii posiadanie gazu łzawiącego było wówczas zabronione. Gachot był jednakże pewny, że sąd nałoży na niego grzywnę i zapewniał Eddiego Jordana, że nie zostanie uwięziony. Takie samo zapewnienie Gachot otrzymał od swoich prawników, którzy powiedzieli mu, że to „mała rzecz”. Jednakże 15 sierpnia 1991 roku sąd odrzucił możliwość zapłacenia kaucji i skazał Gachota na karę sześciu miesięcy pozbawienia wolności za posiadanie gazu łzawiącego oraz osiemnastu miesięcy za napaść – mimo zapewnień Belga, że działał w obronie koniecznej. Po zapadnięciu wyroku dziewczyna Gachota, Kate Palmer, zorganizowała protesty w obronie Belga, które miały miejsce w Belgii, Francji i Luksemburgu, ponadto powstało stowarzyszenie o nazwie „Gachot, why?”, które 20 sierpnia próbowało uwolnić Gachota za kaucją. W trakcie Grand Prix Belgii została zorganizowana akcja polegająca na wypisywaniu haseł i wręczaniu ulotek związanych z uwięzieniem Gachota. Podczas tego Grand Prix kibice nosili koszulki z napisami „Uwolnić Gachota”, „Dlaczego Gachot” oraz „Boże, błogosław Anglię oraz Gachota”, ponadto umieścili na torze hasło: „Gachot, Belgia jest z tobą, nie jesteś chuliganem”. Gachot został w Jordanie zastąpiony przez Michaela Schumachera.
Belg został początkowo uwięziony w jednym z najcięższych brytyjskich więzień – Brixton Prison. W swoich wspomnieniach po wyjściu na wolność kierowca mówił, iż został zamknięty w jednej celi z mordercą. W więzieniu tym Gachot siedział w celi 23 godziny na dobę, a w celi nie było stolika ani toalety. Z drugiej strony kierowca widział pozytywne strony tego okresu, wliczając w to poznanie wielu fanów Nigela Mansella oraz możliwość robienia rzeczy, na które nie miał wcześniej czasu, tj. czytanie książek i naukę gry w szachy. Następnie Gachot został przeniesiony do łagodniejszego więzienia Ford Prison. Więźniowie umieszczeni w tym zakładzie mogli wykonywać drobne prace w ogrodzie oraz trenować. W trakcie pobytu w więzieniu jeden ze współwięźniów zaproponował Gachotowi, aby ten po wyjściu z więzienia podjął się pracy wraz ze złodziejami, dzięki czemu mógłby zarobić więcej aniżeli kierowca Formuły 1. Podczas uwięzienia Gachot był wspierany przez kierowców – między innymi Ayrtona Sennę (który ponadto napisał list do sędziego w sprawie Gachota) – którzy paradowali w koszulkach z napisem „Gachot, dlaczego?” otrzymywał także listy od kibiców z całego świata (szczególnie z Belgii, Francji i Wielkiej Brytanii).
Po osadzeniu w zakładzie karnym Gachot odwołał się od wyroku i sąd wyższej instancji uznał, że poprzednia kara była zbyt surowa, redukując ją do dziewięciu miesięcy, a jednocześnie natychmiastowo – po dwóch miesiącach – zwalniając Belga za dobre sprawowanie. W tym czasie krążyły pogłoski, że Eddie Jordan naciskał, by uwięzić Gachota, ponieważ pieniądze, które Gachot wniósł do zespołu, w przypadku odejścia kierowcy z Jordana nie przepadłyby tylko w wypadku uwięzienia Gachota, na którym Jordan skorzystał jeszcze w ten sposób, że mógł zatrudnić innego kierowcę płacącego za starty. Podobnie uważał sam Gachot.

## Powrót do Formuły 1

### Larrousse (1991–1992)
Jednym z pierwszych kierowców, którzy odwiedzili Gachota po wyjściu z więzienia, był Michael Schumacher. W dniu, w którym został wypuszczony na wolność, Gachot poleciał na Grand Prix Japonii w nadziei, że odzyska miejsce w Jordanie, tym bardziej, że w trakcie pobytu w więzieniu pozostawał w kontakcie z Jordanem. Jordan jednak zakontraktował już Alessandro Zanardiego i nie mógł przyjąć Gachota. W Grand Prix Australii Gachot, po wpłaceniu pieniędzy, ścigał się w Larroussie w miejsce Érika Bernarda, który miał kontuzję nóg. Belg nie zdołał się jednak zakwalifikować, tracąc sekundę do premiowanego awansem miejsca. W całym sezonie 1991 Gachot uzyskał cztery punkty, co dało mu trzynaste miejsce w klasyfikacji kierowców.

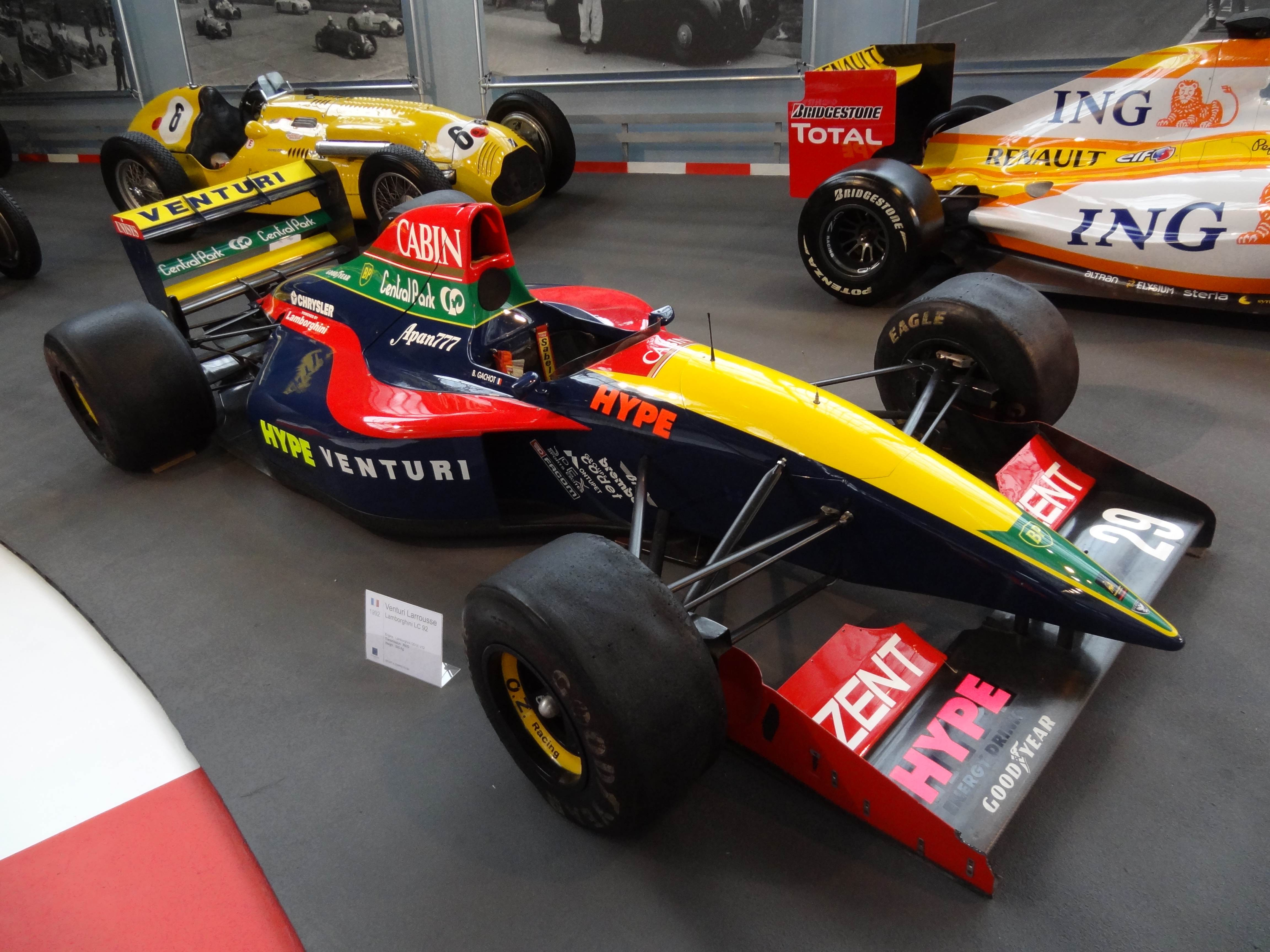
Venturi LC92

Gachot pozostał kierowcą Larrousse’a na sezon 1992, a jego nowym partnerem zespołowym został Japończyk Ukyō Katayama. W porównaniu do sezonu 1991 w zespole nastąpiły zmiany własnościowe: 65% udziałów zostało sprzedanych firmie Venturi. Ponadto model LC92 napędzany był silnikami Lamborghini. Samochód ten był jednak nieudany. Sam Gachot natomiast zmienił licencję wyścigową i rozpoczął ściganie jako Francuz.
Pierwszą eliminacją sezonu było Grand Prix RPA. W kwalifikacjach Gachot był 22, ustępując o 0,4 sekundy debiutującemu w Formule 1 partnerowi zespołowemu. Na samym początku wyścigu kierowca awansował na szesnaste miejsce, ale później tracił pozycje, aby po ośmiu okrążeniach wycofać się wskutek problemów ze sterowaniem samochodu.
Do Grand Prix Meksyku Gachot zakwalifikował się jako trzynasty. W początkowej części wyścigu Francuz jechał w środku stawki, jednak od 38 okrążenia jechał na trzecim od końca miejscu, wyprzedzając jedynie Katayamę i Michele Alboreto. Tak też kierowca Larrousse’a ukończył wyścig, finiszując jako jedenasty.
Do Grand Prix Brazylii kierowca Larrousse’a startował z osiemnastego pola. W trakcie wyścigu Gachot stopniowo zyskiwał pozycje, ale na 24 okrążeniu jadący na dwunastym miejscu Francuz odpadł z dalszej rywalizacji na skutek uszkodzenia tylnego zawieszenia.
Kwalifikacje do Grand Prix Hiszpanii Gachot zakończył z 24 czasem, ale jego zespołowy partner w ogóle nie zakwalifikował się do wyścigu. Francuz nie zdołał ukończyć tego wyścigu po awarii silnika, do której doszło po 35 okrążeniach rywalizacji. Grand Prix San Marino było trzecim z rzędu nieukończonym wyścigiem przez Gachota. Po starcie z 19 pozycji Francuz spadł na koniec stawki, a na 33 okrążeniu wpadł z poślizg i zakończył zawody.
Podczas kwalifikacji do Grand Prix Monako Gachot blokował Riccardo Patrese, co tak zirytowało Włocha, że próbował uderzyć Francuza. Kwalifikacje Gachot zakończył na 15. miejscu. Na początku wyścigu awansował o dwie pozycje. Po odpadnięciu Andrei de Cesarisa, Johnny’ego Herberta, Jeana Alesiego, Miki Häkkinena, Gerharda Bergera i Ivana Capellego Gachot ukończył Grand Prix Monako na szóstym miejscu, dzięki czemu uzyskał jedyny w sezonie punkt dla siebie (w klasyfikacji kierowców) oraz Venturi (w klasyfikacji konstruktorów).
Do Grand Prix Kanady Gachot zakwalifikował się na dziewiętnastym miejscu. Na trzecim okrążeniu Francuz miał wypadek, wskutek którego spadł na ostatnie miejsce, ale był w stanie kontynuować jazdę. Po przejechaniu kolejnych dwunastu okrążeń Gachot ponownie uległ wypadkowi i próbował uruchomić samochód na pych, za co został zdyskwalifikowany i musiał powrócić do boksów. Gachot nie ukończył także kolejnej eliminacji – Grand Prix Francji (do którego startował z 13. miejsca), zderzając się z Agurim Suzukim w mokrym wyścigu.
W kwalifikacjach do Grand Prix Wielkiej Brytanii Gachot był jedenasty. Na starcie spadł jednak na trzynastą pozycję, na której jechał przez ponad dwadzieścia okrążeń, po czym po wyprzedzeniu Érika Comasa awansował na dwunaste miejsce. Na 33 okrążeniu Gachot odpadł z rywalizacji po uszkodzeniu łożyska tylnego koła. Francuz ukończył natomiast następny wyścig. W Grand Prix Niemiec, po starcie z 22. miejsca, zajął czternaste miejsce.
Kwalifikacje do Grand Prix Węgier Gachot zakończył z piętnastym czasem. Na początku wyścigu doszło jednak do odpadnięcia czterech samochodów, dzięki czemu kierowca Larrousse’a przesunął się na dziesiąte miejsce, które jednak stracił na rzecz Miki Häkkinena. Na 14 okrążeniu Gachot zderzył się jednak z Agurim Suzukim, co zakończyło jego jazdę.
W Grand Prix Belgii Gachot zakwalifikował się jako dwudziesty. Na 41 okrążeniu jadący na jedenastej pozycji Francuz wpadł w poślizg i zakończył wyścig, w którym został jednak sklasyfikowany na osiemnastym miejscu.
Podczas Grand Prix Włoch samochód Gachota był wyposażony w nową generację silnika Lamborghini V12. Pozwoliło to Francuzowi na zajęcie dziesiątego miejsca w sesjach kwalifikacyjnych, a tym samym wyrównanie najlepszego osiągnięcia w kwalifikacjach w swojej karierze. Na starcie Gachot stracił jednak tę pozycję, a po jedenastu okrążeniach odpadł z rywalizacji wskutek uszkodzonego silnika. Silnik w pojeździe Gachota uległ awarii również w Grand Prix Portugalii, kiedy to na 26 okrążeniu Francuz (startujący z 13. miejsca) musiał wycofać się z wyścigu.
Grand Prix Japonii Gachot rozpoczynał startem z 18. miejsca. Na 24 okrążeniu kierowca Larrousse’a jechał na szóstej pozycji, po czym zjechał na pit-stop i wyjechał za Ukyō Katayamą. Na 40 okrążeniu Francuz zderzył się z zespołowym kolegą i zakończył rywalizację.
Ostatnią eliminacją sezonu 1992 było Grand Prix Australii. Gachot startował doń z 21 pozycji. Nie zdołał jednak ukończyć zawodów, kiedy to na 52 okrążeniu, jadąc na 12. miejscu, w jego samochodzie zepsuł się układ paliwowy.
W całym sezonie Gachot zdobył zatem jeden punkt, co dało mu dziewiętnaste miejsce w klasyfikacji kierowców.

### Pacific (1993–1995)
Na sezon 1993 Larrousse ogłosił zupełnie nowy skład, z Philippem Alliotem i Érikiem Comasem. Gachot natomiast związał się z Pacifikiem, dla którego ścigał się w niższych formułach na początku kariery. Keith Wiggins założył bowiem we wrześniu 1992 roku Pacific Grand Prix i planował start w Formule 1 w sezonie 1993 z silnikami Ford. Wskutek problemów finansowych projekt został zawieszony; w 1993 roku Pacific przygotowywał się do debiutu w sezonie 1994, a Gachot pomagał zespołowi w tych przygotowaniach. W roku 1993 wziął także udział w kilku wyścigach samochodów turystycznych, wygrywając Peugeotem 405 Mi16 w barwach Peugeot Belgique jeden z wyścigów Mistrzostw Belgii Samochodów Turystycznych. Uczestniczył ponadto w jednym wyścigu serii CART – w rundzie na torze Toronto Exhibition Place Street Circuit ścigał się Lolą T93/06 w zespole Dick Simon Racing. Po starcie z piętnastego miejsca finiszował jako dwunasty i uzyskał jeden punkt do klasyfikacji.
Mimo niskiego budżetu Pacific Grand Prix zdołał zadebiutować w 1994 roku, korzystając ze starych silników Ilmor oraz samochodów zaprojektowanych przez Reynarda. Drugim kierowcą zespołu został Paul Belmondo. Z powodu awaryjności silnika przedsezonowe testy nie wypadły udanie. Mimo to do Grand Prix Brazylii Gachot zakwalifikował się z 25 czasem, wyprzedzając obu kierowców drugiego nowego zespołu, Simteka. W wyścigu odpadł jednak już na drugim okrążeniu po kolizji z Olivierem Berettą.
Gachot nie zdołał zakwalifikować się do Grand Prix Pacyfiku, mając jednak pół sekundy przewagi nad Belmondo. Po wypadku Rubensa Barrichello podczas piątkowych kwalifikacji do Grand Prix San Marino Gachot uzyskał w sobotę 25 czas, wyprzedzając Rolanda Ratzenbergera, który zginął później tego dnia. Na starcie wyścigu Gachot uniknął zderzenia z Pedro Lamym, ale nie ukończył zawodów, kiedy to na 24 okrążeniu awarii uległ silnik.
W kwalifikacjach do Grand Prix Monako uczestniczyło 24 kierowców, co dawało gwarancję udziału w wyścigu obu kierowcom Pacifika. Gachot startował z 23. miejsca po tym, jak uzyskał w sesjach kwalifikacyjnych przewagę 3,5 sekundy nad Paulem Belmondo. W wyścigu Gachot cały czas utrzymywał się przed zespołowym kolegą, dopóki – jadąc na 13. miejscu – nie odpadł na 50 okrążeniu z powodu uszkodzenia skrzyni biegów.
Do Grand Prix Hiszpanii Sauber wystawił tylko jednego kierowcę. W piątek Gachot był szybszy od Belmondo i debiutanta, Andrei Monterminiego. W sobotę Montermini po poważnym wypadku został odwieziony do szpitala. Gachot startował do wyścigu z 25 pozycji, osiągając w kwalifikacjach dwusekundową przewagę nad zespołowym partnerem. Po 33 okrążeniach Francuz nie jechał już w wyścigu – uszkodzeniu w jego pojeździe uległ tylny spojler.
Podczas Grand Prix Kanady w Simteku ścigał się tylko David Brabham. Wykorzystał to Gachot, kwalifikując się na 26. miejscu, chociaż nad Belmondo miał jedynie 0,2 sekundy przewagi. Gachot jechał w zawodach na ostatnim miejscu, ale po 47 okrążeniach wycofał się wskutek awarii silnika.

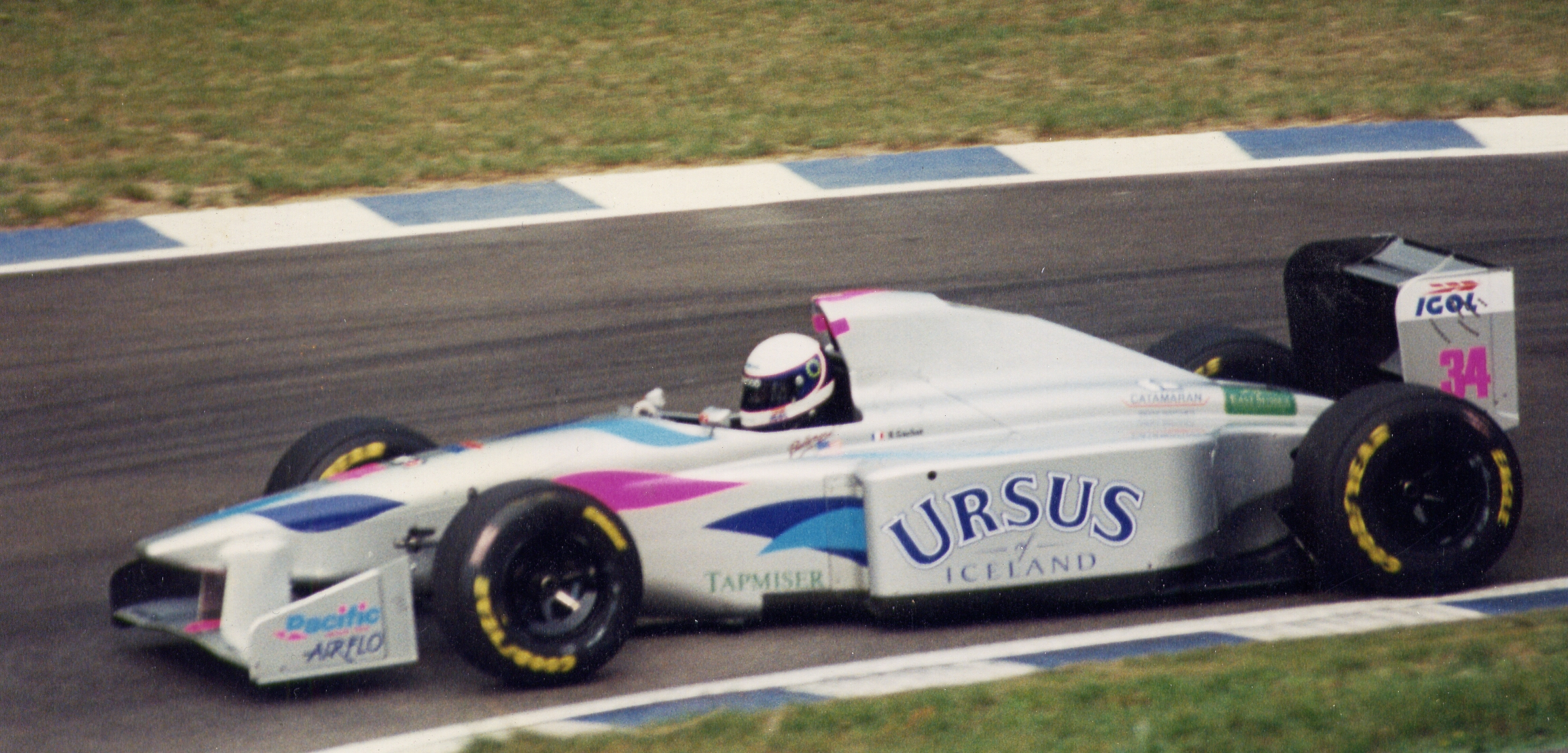
Bertrand Gachot w Pacifiku PR01 podczas Grand Prix Niemiec 1994

Po Grand Prix Hiszpanii stawka liczyła z powrotem 28 kierowców, jako że do Simteka przeszedł Jean-Marc Gounon. Było to powodem, dla którego Gachot nie zakwalifikował się już do żadnego innego wyścigu sezonu. Najbliżej był tego w Grand Prix Francji, tracąc do Gounona 0,1 sekundy, ale w innych Grand Prix te różnice były większe, sięgając dwóch sekund. Ułatwieniem nie był fakt częstych zmian w składach zespołów i Gachot w kwalifikacjach do Grand Prix Europy i Japonii tracił około półtorej sekundy do debiutantów, odpowiednio Domenico Schiattarelli i Takiego Inoue. Sytuacji nie poprawiły zmiany wprowadzone w Pacifiku PR01, który był tak niekonkurencyjny, że podczas Grand Prix Australii Gachot powiedział, że jest to jeden z najszczęśliwszych dni w jego życiu, ponieważ nigdy nie będzie już musiał jeździć tym modelem.
Gachot pozostał w Pacifiku na sezon 1995 i został jednym z udziałowców zespołu. W obliczu niekonkurencyjności Pacifika PR01 prace nad modelem PR02 rozpoczęto relatywnie wcześnie; samochód znacznie różnił się od poprzednika, korzystał także z innych silników (Ford). Paula Belmondo zastąpił Andrea Montermini. Na początku sezonu w stawce było trzynaście zespołów, przez co każdy kierowca był pewien startu w wyścigu.

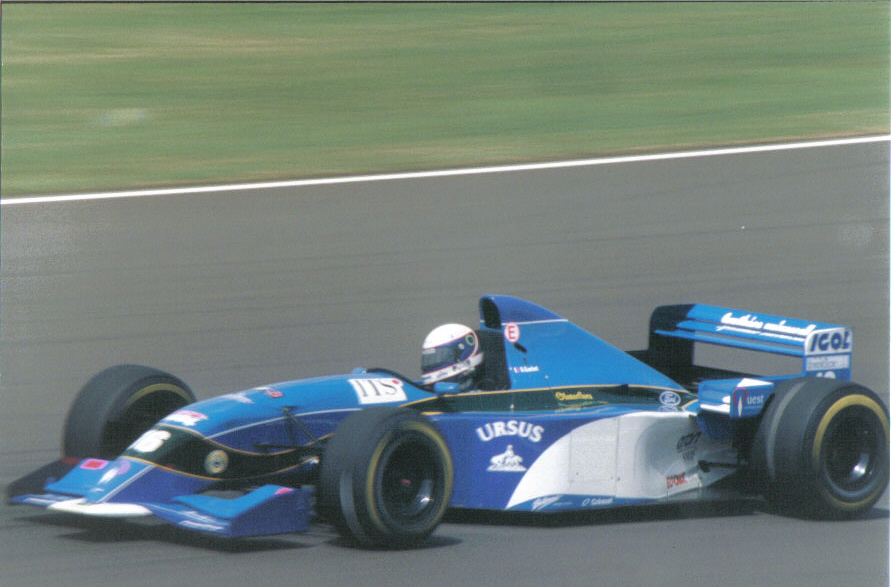
Bertrand Gachot w Pacifiku PR02 podczas Grand Prix Wielkiej Brytanii 1995

Do Grand Prix Brazylii Gachot zakwalifikował się z dwudziestym czasem. Na starcie stracił wprawdzie swoje miejsce na rzecz Monterminiego i Roberto Moreno, ale na szóstym okrążeniu jechał już przed tymi kierowcami. Na 24 okrążeniu musiał jednak wycofać się z powodu awarii skrzyni biegów. Podczas kwalifikacji do Grand Prix Argentyny Gachot był 23, ale w wyścigu nie przejechał ani jednego okrążenia, zderzając się z Karlem Wendlingerem na pierwszym. Do Grand Prix San Marino Francuz startował z 22. miejsca. Na 37 okrążeniu, jadąc między innymi przed oboma kierowcami Minardi, zakończył rywalizację wskutek awarii skrzyni biegów. W kwalifikacjach do Grand Prix Hiszpanii Gachot był 24. Podczas wyścigu, po pit-stopie na 43 okrążeniu jego samochód się zapalił, co uniemożliwiło mu kontynuowanie jazdy. Kwalifikacje do Grand Prix Monako kierowca Pacifika zakończył jako 21. W trakcie wyścigu szybko został wyprzedzony przez Mikę Salo, po czym walczył z Monterminim. Był to jednak kolejny nieukończony przez Gachota wyścig – na 43 okrążeniu zepsuła się skrzynia biegów. Sesje kwalifikacyjne do Grand Prix Kanady francuski kierowca zakończył z dwudziestym rezultatem. Podczas wyścigu jechał przed Inouem, Moreno i Dinizem, jednak na dziewiątym okrążeniu spadł na ostatnie miejsce. Następnie wyprzedził Diniza, a później – Moreno. Gachot nie dojechał jednak do mety – na 37 okrążeniu zepsuł się akumulator. Do wyścigu o Grand Prix Francji Francuz startował z 22 pozycji. Gachot w wyścigu cały czas utrzymywał się przed Moreno i Monterminim, ale na 25 okrążeniu jego samochód przestał posiadać napęd na jakimkolwiek biegu, co zmusiło kierowcę do wycofania się. Kwalifikacje do Grand Prix Wielkiej Brytanii Gachot zakończył na 21. miejscu, za Pedro Dinizem. Na starcie wyścigu wyprzedził jednak Diniza i utrzymywał się przed Monterminim i kierowcami Forti. Gachot finiszował w zawodach na dwunastym miejscu, co oznaczało pierwszy jego ukończony wyścig w barwach Pacifika.
W tym okresie sytuacja finansowa Pacifika pogorszyła się, co zaowocowało wstrzymaniem rozwoju samochodu, ograniczeniem przebiegu, nadmierną eksploatacją skrzyń biegów oraz wkroczeniem komornika. W tej sytuacji Gachot postanowił oddać miejsce w zespole kierowcy, który wniósłby odpowiednie środki finansowe. Początkowo był to Giovanni Lavaggi, a następnie Jean-Denis Délétraz. Kiedy Délétraz przestał płacić za starty, Wiggins postanowił na trzy ostatnie Grand Prix sezonu zastąpić go innymi kierowcami płacącymi za starty, tj. Katsumim Yamamoto i Oliverem Gavinem. Kierowcy ci nie uzyskali jednak superlicencji i podczas Grand Prix Pacyfiku Gachot powrócił w charakterze kierowcy.
Do Grand Prix Pacyfiku Gachot startował z ostatniego, 24. miejsca. Francuz nie jechał w wyścigu już po dwóch okrążeniach – przyczyną odpadnięcia była uszkodzona skrzynia biegów. W kwalifikacjach do Grand Prix Japonii Gachot był 22, ale stracił do Monterminiego prawie dwie sekundy. Na starcie wyprzedził kierowców Forti oraz Wedlingera, który jednak z powodzeniem skontrował. Uszkodzona na siódmym okrążeniu półoś uniemożliwiła jednak kierowcy dalszą rywalizację. Podczas kwalifikacji do Grand Prix Australii Gachot był 23, wyprzedzając jedynie Mikę Häkkinena, który uległ poważnemu wypadkowi i nie uczestniczył w wyścigu. Gachot cały wyścig podążał na ostatniej pozycji, ale wskutek odpadnięcia wielu kierowców zdołał finiszować jako ósmy.
Gachot miał zostać kierowcą Pacifika trzeci sezon, partnerując Gavinowi w 1996 roku. Jesienią 1995 roku zespół podpisał umowę na dostarczanie silników Judd do modelu Pacific PR03. Wskutek braku pieniędzy oraz wprowadzenia reguły 107% Wiggins postanowił jednak wycofać zespół ze startów w nowym sezonie.

## Po Formule 1
Nie mając opcji zostania w Formule 1 na 1996 rok, Gachot przeszedł do serii All-Japan GT, gdzie ścigał się w drugiej połowie sezonu. Francuz współdzielił samochód z Tomem Kristensenem, rywalizując Toyotą Suprą w klasie GT500 w barwach zespołu FET Racing. W pierwszym swoim wyścigu – Special GT Cup Fuji – załoga zakwalifikowała się jako piąta, a wyścig ukończyła na czwartym miejscu. Podczas rundy na torze Sugo kierowcy zostali sklasyfikowani na 25. miejscu. Na torze Mine zawodnicy zajęli siódme miejsce. W klasyfikacji generalnej Gachot uzyskał 14 punktów i został sklasyfikowany na trzynastym miejscu.
W 1996 roku Gachot założył także własny zespół pod nazwą PGM/Bertrand Gachot, w ramach którego wystawił samochód WR LM94 z eksperymentalnym silnikiem SsangYong, powstałym w kooperacji z Peugeotem. Kierowca nie zdołał się prekwalifikować tym pojazdem do wyścigu 24h Le Mans. Samochód ten ponownie został wystawiony we wrześniu na zawody 4h Le Mans, w których Gachot ścigał się wraz z Emmanuelem Clérico. Załoga zajęła w kwalifikacjach trzecie miejsce, ale w wyścigu przejechała jedynie 77 okrążeń i nie została sklasyfikowana.
W 1997 roku wziął już udział w pełnym cyklu All-Japan GT, tym razem w zespole Cerumo. Partnerem Gachota był Paul Belmondo. Najlepszymi rezultatami załogi było piąte miejsce podczas Special GT Cup Fuji oraz ósma pozycja na torze Sendai. Gachot w klasyfikacji kierowców zajął z 12 punktami piętnaste miejsce.
Na 24h Le Mans 1998 firma SsangYong planowała wystawić model Solo Le Mans, powstały przy współpracy z Welter Racing i używający silnika turbo opartego na dwulitrowej jednostce Mercedes M111. Zamiary te nie zostały jednak zrealizowane, co skłoniło Gachota do całkowitego zarzucenia sportów motorowycb.
W 1998 roku z Gachotem skontaktował się dawny sponsor Pacific Grand Prix – produkująca napoje energetyzujące firma Hype, dzięki czemu Francuz rozpoczął dystrybucję wyrobów Hype na terenie Francji. Dwa lata później Gachot przejął tę firmę, a następnie rozbudował ją oraz zaangażował w sporty motorowe, między innymi w sponsoring Michaela Annetta (w serii NASCAR), André Lotterera (który ścigał się w Grand Prix Belgii Formuły 1 2014) oraz zespołu Formuły 1 Force India. Prowadzi ponadto stronę F1i.com.

## Narodowość i rodzina

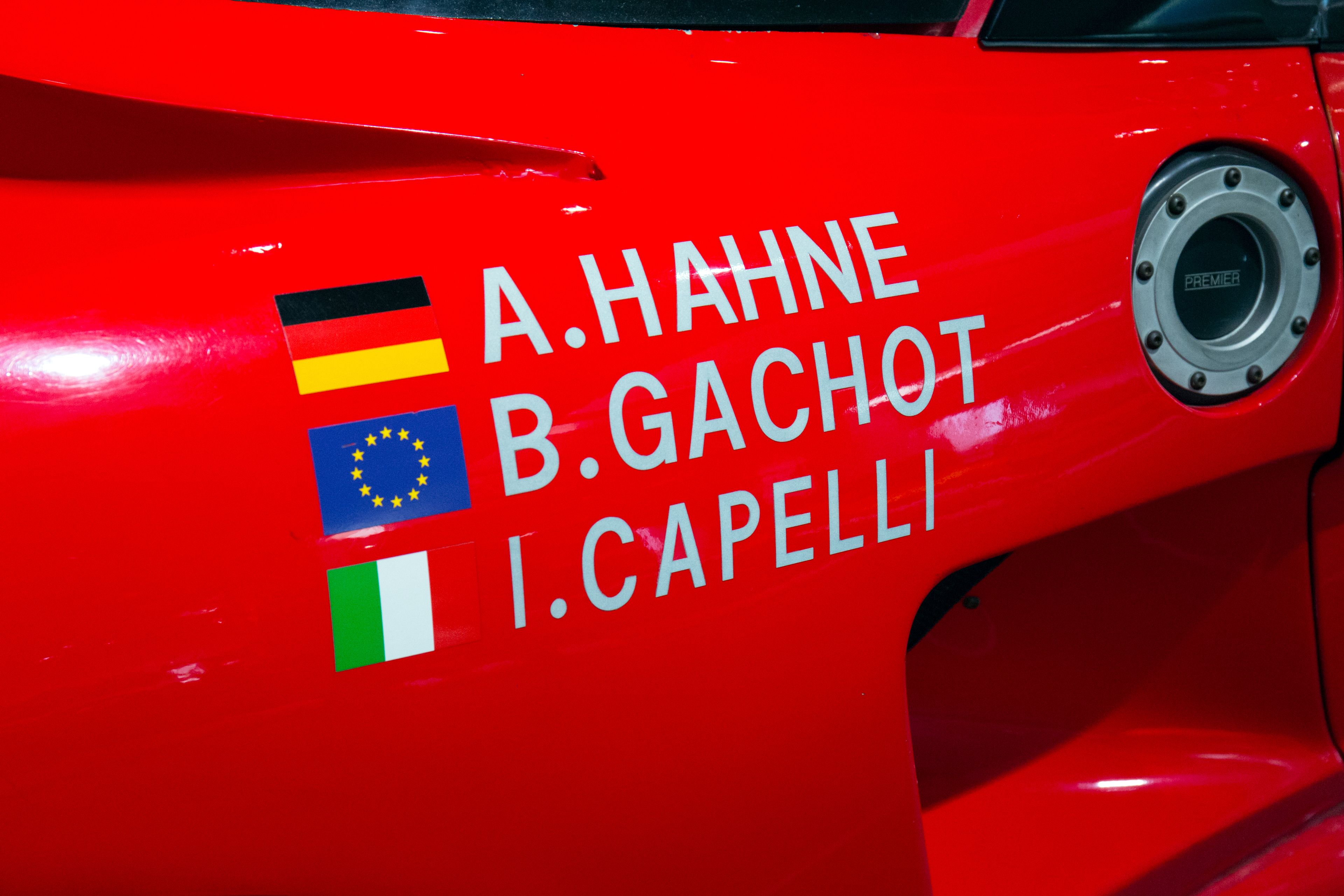
Flaga europejska przy nazwisku Gachota na nadwoziu Hondy NSX

Gachot jest jedynym kierowcą Formuły 1 urodzonym w państwie Luksemburg, ale nigdy nie ścigał się jako Luksemburczyk. Mimo faktu, iż jest synem Francuza i Niemki, to początkowo ścigał się na licencji belgijskiej. Cały czas dysponował jednak francuskim paszportem i od 1992 roku Gachot ścigał się na francuskiej licencji. Gachot jednak na swoim kasku miał umieszczoną flagę europejską i utrzymywał, że jest Europejczykiem. Był także pierwszym kierowcą ścigającym się pod flagą europejską. W wywiadzie z 1991 roku powiedział:

Tak naprawdę nie jestem jednej narodowości. Bardzo czuję się Europejczykiem, ale dzisiaj muszę zaakceptować, że zjednoczona Europa jeszcze nie jest rzeczywistością. Naturalnie z prawnego punktu widzenia.

Od 2000 roku mieszka w Marbelli (Hiszpania) z brytyjską żoną, Amandą z d. Brady. z którą ma troje dzieci: Louisa (ur. 1999), Grace (ur. 2001) i Lucię (ur. 2004). Amanda zajmuje się hipnoterapią, natomiast Louis był kierowcą wyścigowym, ścigającym się m.in. we Francuskiej, Włoskiej i Niemieckiej Formule 4.

## Gachot w kulturze
Postać Gachota pojawia się w powieści Zablokowany niemieckiego pisarza Wolfa Haasa. W powieści tej, przybierającej postać literatury sensacyjno-kryminalnej, w formie teorii spiskowych analizowane są różne zdarzenia z historii Formuły 1. Wśród nich znajduje się sprawa ataku Gachota na londyńskiego taksówkarza w 1990 roku. W Zablokowanym pojawia się twierdzenie, że wokół uwięzienia kierowcy narosło zbyt wiele wątpliwości, co mogło być związane z chęcią umieszczenia przez Mercedesa w kokpicie Jordana Michaela Schumachera. Miało to mieć związek z brakiem niemieckich mistrzów świata w Formule 1, naprzeciwko czemu chciał wyjść Mercedes, promując Schumachera. Stąd też pojawiła się hipoteza, jakoby kluczowym dla uwięzienia Gachota świadkiem sądowym nie był Eric Court, a mafioso bądź dyrektor Mercedesa, dzięki czemu tak uzyskany wakat w Jordanie mógł przejąć Schumacher. Narrator powieści odrzuca jednak możliwość, jakoby Schumacher miał coś wspólnego z uwięzieniem Gachota.

## Wyniki
| Legenda oznaczeń w tabelach wyników Wyświetl szablon na nowej stronie | Legenda oznaczeń w tabelach wyników Wyświetl szablon na nowej stronie                                                                     |
| Oznaczenie                                                            | Wyjaśnienie |
| --------------------------------------------------------------------- | --- |
| Złoty                                                                 | Zwycięzca lub mistrzostwo |
| Srebrny                                                               | 2. miejsce lub wicemistrzostwo |
| Brązowy                                                               | 3. miejsce lub II wicemistrzostwo |
| Zielony                                                               | Ukończył, punktował (w klasyfikacji generalnej, gdy zdobył co najmniej jeden punkt na przestrzeni sezonu, poza trzema powyższymi opcjami) |
| Niebieski                                                             | Ukończył, nie punktował (w klasyfikacji generalnej, gdy nie zdobył co najmniej jednego punktu na przestrzeni sezonu)                      |
| Czerwony                                                              | Nie zakwalifikował się (NZ) |
| Czerwony                                                              | Nie prekwalifikował się (NPK) |
| Różowy                                                                | Nie ukończył (NU) |
| Różowy                                                                | Niesklasyfikowany (NS) (w klasyfikacji generalnej, gdy nie został sklasyfikowany w żadnym wyścigu sezonu)                                 |
| Czarny                                                                | Zdyskwalifikowany (DK) |
| Czarny                                                                | Wykluczony (WYK/EX) |
| Biały                                                                 | Nie wystartował (NW) |
| Biały                                                                 | Kontuzjowany (K/INJ) |
| Biały                                                                 | Wyścig odwołany (OD/C) |
| Bez koloru                                                            | Został wycofany (WYC/WD) |
| Bez koloru                                                            | Nie przybył (NP/DNA) |
| Bez koloru                                                            | Nie brał udziału w treningach (NT/DNP) |
| Bez koloru                                                            | Nie został zgłoszony (–) |
| Pogrubienie                                                           | Start z pole position |
| Kursywa                                                               | Najszybsze okrążenie wyścigu |
| †                                                                     | Nie ukończył, ale jego rezultat został zaliczony ze względu na przejechanie więcej niż 90% dystansu wyścigu.                              |
| *                                                                     | Sezon w trakcie |
| 1/2/3                                                                 | Punktowana pozycja w sprincie kwalifikacyjnym                                                                                             |
| Lista systemów punktacji Formuły 1                                    | |

### Ogólnie
| Rok  | Seria                                    | Zespół                          | Wyś. | Zw. | PP | NO | Podia | Pkt. | Msc. |
| ---- | ---------------------------------------- | ------------------------------- | ---- | --- | -- | -- | ----- | ---- | ---- |
| 1984 | Festiwal Formuły Ford                    |                                 | 1    | 0   | 0  | ?  | 1     | –    | 3    |
| 1985 | EFDA Euroseries Formuła Ford 1600        | Pacific Racing                  | ?    | 4   | ?  | ?  | 1     | 60   | 1    |
| 1985 | Brytyjska Formuła Ford 1600              | Pacific Racing                  | ?    | ?   | ?  | ?  | ?     | 0    | –    |
| 1985 | Brytyjska Formuła 3                      | Intersport Engineering          | 1    | 0   | 0  | 0  | 0     | 0    | –    |
| 1986 | Brytyjska Formuła Ford 1600              | Pacific Racing                  | ?    | ?   | ?  | ?  | ?     | ?    | 1    |
| 1986 | Europejska Formuła Ford 1600             |                                 | ?    | ?   | ?  | ?  | ?     | 121  | 2    |
| 1987 | Brytyjska Formuła 3                      | West Surrey Racing              | 18   | 3   | 3  | 2  | 8     | 64   | 2    |
| 1987 | Formuła 3 Euro Series                    | West Surrey Racing              | 1    | 0   | 1  | 0  | 0     | 30   | 6    |
| 1987 | Europejski Puchar Formuły 3              | West Surrey Racing              | 1    | 0   | 0  | 0  | 1     | –    | 3    |
| 1987 | Grand Prix Makau                         | West Surrey Racing              | 1    | 0   | 0  | 0  | 0     | –    | NU   |
| 1988 | Międzynarodowa Formuła 3000              | Spirit Racing                   | 11   | 0   | 1  | 0  | 2     | 21   | 5    |
| 1988 | European Touring Car Championship        | Ford Texaco Eggenberger         | 1    | 0   | 0  | 0  | 0     | 0    | –    |
| 1988 | 24h Spa                                  | Ford Texaco Eggenberger         | 1    | 0   | 0  | 0  | 0     | –    | NU   |
| 1988 | Grand Prix Makau                         | Theodore Racing                 | 1    | 0   | 0  | 0  | 0     | –    | NU   |
| 1989 | Mistrzostwa Świata Prototypów Sportowych | Richard Lloyd Racing            | 1    | 0   | 0  | 0  | 0     | 0    | –    |
| 1989 | 24h Spa                                  | Moneytron Team                  | 1    | 0   | 0  | 0  | 0     | –    | NS   |
| 1989 | Grand Prix Makau                         | Intersport Racing               | 1    | 0   | 0  | 0  | 0     | –    | NU   |
| 1989 | Formuła 1                                | Moneytron Onyx Formula One      | 5    | 0   | 0  | 0  | 0     | 0    | 32   |
| 1989 | Formuła 1                                | Rial Racing                     | 5    | 0   | 0  | 0  | 0     | 0    | 32   |
| 1990 | Formuła 1                                | Coloni Racing                   | 0    | 0   | 0  | 0  | 0     | 0    | –    |
| 1990 | 24h Le Mans                              | Mazdaspeed Co Ltd.              | 1    | 0   | 0  | 0  | 0     | –    | NU   |
| 1991 | Formuła 1                                | Team 7UP Jordan                 | 10   | 0   | 0  | 1  | 0     | 4    | 13   |
| 1991 | Formuła 1                                | Larrousse F1                    | 10   | 0   | 0  | 1  | 0     | 4    | 13   |
| 1991 | 24h Le Mans                              | Mazdaspeed                      | 1    | 1   | 0  | 0  | 1     | –    | 1    |
| 1991 | All Japan Sports Prototype Championship  | Mazdaspeed                      | 1    | 0   | 0  | 0  | 0     | 10   | 24   |
| 1992 | Formuła 1                                | Central Park Venturi Larrousse  | 16   | 0   | 0  | 0  | 0     | 1    | 17   |
| 1992 | 24h Le Mans                              | Mazdaspeed                      | 1    | 0   | 0  | 0  | 0     | –    | 4    |
| 1992 | 24h Spa                                  | Peugeot Talbot Belgique         | 1    | 0   | 0  | 0  | 0     | –    | NU   |
| 1993 | Belgian Touring Car Championship         | Peugeot Belgique                | 1    | 1   | 0  | 1  | 1     | 40   | 7    |
| 1993 | CART                                     | Dick Simon Racing               | 1    | 0   | 0  | 0  | 0     | 1    | 32   |
| 1993 | 24h Spa                                  | Honda Belgium                   | 1    | 0   | 0  | 0  | 0     | –    | NU   |
| 1994 | Formuła 1                                | Pacific Grand Prix              | 5    | 0   | 0  | 0  | 0     | 0    | –    |
| 1994 | 24h Le Mans                              | Kremer Honda Racing             | 1    | 0   | 0  | 0  | 0     | –    | 14   |
| 1995 | Formuła 1                                | Pacific Team Lotus              | 11   | 0   | 0  | 0  | 0     | 0    | 26   |
| 1995 | Belgian Procar                           | Honda Team VZM                  | 3    | 0   | 0  | 0  | 0     | 0    | –    |
| 1995 | 24h Le Mans                              | Honda Motor Co. Ltd.            | 1    | 0   | 0  | 0  | 0     | –    | NU   |
| 1996 | All-Japan GT                             | FET Racing Team                 | 3    | 0   | 0  | 0  | 0     | 14   | 13   |
| 1996 | 24h Le Mans                              | PGM/Bertrand Gachot             | 0    | 0   | 0  | 0  | 0     | –    | NPK  |
| 1996 | Coupes d'Automne ACO                     | Jean Messaoudi                  | 1    | 0   | 0  | 0  | 0     | 0    | –    |
| 1997 | All-Japan GT                             | Ryowa House Pacific Team Cerumo | 6    | 0   | 0  | 0  | 0     | 12   | 15   |
| 1997 | 24h Le Mans                              | Kremer Racing                   | 1    | 0   | 0  | 0  | 0     | –    | NU   |

### Formuła 3000
| Rok  | Zespół        | Samochód    | Silnik          | Wyniki w poszczególnych eliminacjach | Wyniki w poszczególnych eliminacjach | Wyniki w poszczególnych eliminacjach | Wyniki w poszczególnych eliminacjach | Wyniki w poszczególnych eliminacjach | Wyniki w poszczególnych eliminacjach | Wyniki w poszczególnych eliminacjach | Wyniki w poszczególnych eliminacjach | Wyniki w poszczególnych eliminacjach | Wyniki w poszczególnych eliminacjach | Wyniki w poszczególnych eliminacjach | Pkt. | Msc. |
| ---- | ------------- | ----------- | --------------- | ------------------------------------ | ------------------------------------ | ------------------------------------ | ------------------------------------ | ------------------------------------ | ------------------------------------ | ------------------------------------ | ------------------------------------ | ------------------------------------ | ------------------------------------ | ------------------------------------ | ---- | ---- |
| 1988 |               |             |                 | Hiszpania                            | Włochy                               | Francja                              | Wielka Brytania                      | Włochy                               | Włochy                               | Wielka Brytania                      | Wielka Brytania                      | Francja                              | Belgia                               | Francja                              | 21   | 5    |
| 1988 | Spirit Racing | Reynard 88D | Ford DFV 3.0 V8 | NU                                   | 2                                    | NU                                   | 2                                    | NU                                   | NU                                   | NU                                   | 5                                    | 4                                    | 6                                    | 4                                    | 21   | 5    |

### Formuła 1
| Rok  | Zespół                         | Samochód     | Silnik                   | Wyniki w poszczególnych eliminacjach | Wyniki w poszczególnych eliminacjach | Wyniki w poszczególnych eliminacjach | Wyniki w poszczególnych eliminacjach | Wyniki w poszczególnych eliminacjach | Wyniki w poszczególnych eliminacjach | Wyniki w poszczególnych eliminacjach | Wyniki w poszczególnych eliminacjach | Wyniki w poszczególnych eliminacjach | Wyniki w poszczególnych eliminacjach | Wyniki w poszczególnych eliminacjach | Wyniki w poszczególnych eliminacjach | Wyniki w poszczególnych eliminacjach | Wyniki w poszczególnych eliminacjach | Wyniki w poszczególnych eliminacjach | Wyniki w poszczególnych eliminacjach | Wyniki w poszczególnych eliminacjach | Pkt. | Msc. |
| ---- | ------------------------------ | ------------ | ------------------------ | ------------------------------------ | ------------------------------------ | ------------------------------------ | ------------------------------------ | ------------------------------------ | ------------------------------------ | ------------------------------------ | ------------------------------------ | ------------------------------------ | ------------------------------------ | ------------------------------------ | ------------------------------------ | ------------------------------------ | ------------------------------------ | ------------------------------------ | ------------------------------------ | ------------------------------------ | ---- | ---- |
| 1989 |                                |              |                          | Brazylia                             | San Marino                           | Monako                               | Meksyk                               | Stany Zjednoczone                    | Kanada                               | Francja                              | Wielka Brytania                      | Niemcy                               | Węgry                                | Belgia                               | Włochy                               | Portugalia                           | Hiszpania                            | Japonia                              | Australia                            |                                      | 0    | 32   |
| 1989 | Moneytron Onyx Formula One     | Onyx ORE-1   | Ford DFR 3.5 V8          | NPK                                  | NPK                                  | NPK                                  | NPK                                  | NPK                                  | NPK                                  | 13                                   | 12                                   | NZ                                   | NU                                   | NU                                   | NU                                   | -                                    | -                                    | -                                    | -                                    |                                      | 0    | 32   |
| 1989 | Rial Racing                    | Rial ARC2    | Ford DFR 3.5 V8          | -                                    | -                                    | -                                    | -                                    | -                                    | -                                    | -                                    | -                                    | -                                    | -                                    | -                                    | -                                    | -                                    | -                                    | NZ                                   | NZ                                   |                                      | 0    | 32   |
| 1990 |                                |              |                          | Stany Zjednoczone                    | Brazylia                             | San Marino                           | Monako                               | Kanada                               | Meksyk                               | Francja                              | Wielka Brytania                      | Niemcy                               | Węgry                                | Belgia                               | Włochy                               | Portugalia                           | Hiszpania                            | Japonia                              | Australia                            |                                      | 0    | NS   |
| 1990 | Subaru Coloni Racing           | Coloni C3B   | Subaru 1235 B12          | NPK                                  | NPK                                  | NPK                                  | NPK                                  | NPK                                  | NPK                                  | NPK                                  | NPK                                  | -                                    | -                                    | -                                    | -                                    | -                                    | -                                    | -                                    | -                                    |                                      | 0    | NS   |
| 1990 | Coloni Racing                  | Coloni C3C   | Ford DFR 3.5 V8          | -                                    | -                                    | -                                    | -                                    | -                                    | -                                    | -                                    | -                                    | NPK                                  | NPK                                  | NZ                                   | NZ                                   | NZ                                   | NZ                                   | NZ                                   | NZ                                   |                                      | 0    | NS   |
| 1991 |                                |              |                          | Stany Zjednoczone                    | Brazylia                             | San Marino                           | Monako                               | Kanada                               | Meksyk                               | Francja                              | Wielka Brytania                      | Niemcy                               | Węgry                                | Belgia                               | Włochy                               | Portugalia                           | Hiszpania                            | Japonia                              | Australia                            |                                      | 4    | 13   |
| 1991 | Team 7UP Jordan                | Jordan 191   | Ford HB4 3.5 V8          | 10                                   | 13                                   | NU                                   | 8                                    | 5                                    | NU                                   | NU                                   | 6                                    | 6                                    | 9                                    | -                                    | -                                    | -                                    | -                                    | -                                    | -                                    |                                      | 4    | 13   |
| 1991 | Larrousse F1                   | Lola LC91    | Ford DFR 3.5 V8          | -                                    | -                                    | -                                    | -                                    | -                                    | -                                    | -                                    | -                                    | -                                    | -                                    | -                                    | -                                    | -                                    | -                                    | -                                    | NZ                                   |                                      | 4    | 13   |
| 1992 |                                |              |                          |                                      | Meksyk                               | Brazylia                             | Hiszpania                            | San Marino                           | Monako                               | Kanada                               | Francja                              | Wielka Brytania                      | Niemcy                               | Węgry                                | Belgia                               | Włochy                               | Portugalia                           | Japonia                              | Australia                            |                                      | 1    | 19   |
| 1992 | Central Park Venturi Larrousse | Venturi LC92 | Lamborghini 3512 3.5 V12 | NU                                   | 11                                   | NU                                   | NU                                   | NU                                   | 6                                    | DK                                   | NU                                   | NU                                   | 14                                   | NU                                   | 18                                   | NU                                   | NU                                   | NU                                   | NU                                   |                                      | 1    | 19   |
| 1994 |                                |              |                          | Brazylia                             |                                      | San Marino                           | Monako                               | Hiszpania                            | Kanada                               | Francja                              | Wielka Brytania                      | Niemcy                               | Węgry                                | Belgia                               | Włochy                               | Portugalia                           | Unia Europejska                      | Japonia                              | Australia                            |                                      | 0    | NS   |
| 1994 | Pacific Grand Prix             | Pacific PR01 | Ilmor 2175A 3.5 V10      | NU                                   | NZ                                   | NU                                   | NU                                   | NU                                   | NU                                   | NZ                                   | NZ                                   | NZ                                   | NZ                                   | NZ                                   | NZ                                   | NZ                                   | NZ                                   | NZ                                   | NZ                                   |                                      | 0    | NS   |
| 1995 |                                |              |                          | Brazylia                             | Argentyna                            | San Marino                           | Hiszpania                            | Monako                               | Kanada                               | Francja                              | Wielka Brytania                      | Niemcy                               | Węgry                                | Belgia                               | Włochy                               | Portugalia                           | Unia Europejska                      |                                      | Japonia                              | Australia                            | 0    | 26   |
| 1995 | Pacific Team Lotus             | Pacific PR02 | Ford EDC 3.0 V8          | NU                                   | NU                                   | NU                                   | NU                                   | NU                                   | NU                                   | NU                                   | 12                                   | -                                    | -                                    | -                                    | -                                    | -                                    | -                                    | NU                                   | NU                                   | 8                                    | 0    | 26   |

### CART
| Rok  | Zespół            | Samochód    | Silnik          | Wyniki w poszczególnych eliminacjach | Wyniki w poszczególnych eliminacjach | Wyniki w poszczególnych eliminacjach | Wyniki w poszczególnych eliminacjach | Wyniki w poszczególnych eliminacjach | Wyniki w poszczególnych eliminacjach | Wyniki w poszczególnych eliminacjach | Wyniki w poszczególnych eliminacjach | Wyniki w poszczególnych eliminacjach | Wyniki w poszczególnych eliminacjach | Wyniki w poszczególnych eliminacjach | Wyniki w poszczególnych eliminacjach | Wyniki w poszczególnych eliminacjach | Wyniki w poszczególnych eliminacjach | Wyniki w poszczególnych eliminacjach | Wyniki w poszczególnych eliminacjach | Pkt. | Msc. |
| ---- | ----------------- | ----------- | --------------- | ------------------------------------ | ------------------------------------ | ------------------------------------ | ------------------------------------ | ------------------------------------ | ------------------------------------ | ------------------------------------ | ------------------------------------ | ------------------------------------ | ------------------------------------ | ------------------------------------ | ------------------------------------ | ------------------------------------ | ------------------------------------ | ------------------------------------ | ------------------------------------ | ---- | ---- |
| 1993 |                   |             |                 | Australia                            | Stany Zjednoczone                    | Stany Zjednoczone                    | Stany Zjednoczone                    | Stany Zjednoczone                    | Stany Zjednoczone                    | Stany Zjednoczone                    | Stany Zjednoczone                    | Kanada                               | Stany Zjednoczone                    | Stany Zjednoczone                    | Stany Zjednoczone                    | Kanada                               | Stany Zjednoczone                    | Stany Zjednoczone                    | Stany Zjednoczone                    | 1    | 34   |
| 1993 | Dick Simon Racing | Lola T93/06 | Ford XB 2.65 V8 | -                                    | -                                    | -                                    | -                                    | -                                    | -                                    | -                                    | -                                    | 12                                   | -                                    | -                                    | -                                    | -                                    | -                                    | -                                    | -                                    | 1    | 34   |

### All-Japan GT
| Rok  | Zespół                          | Samochód     | Silnik               | Wyniki w poszczególnych eliminacjach | Wyniki w poszczególnych eliminacjach | Wyniki w poszczególnych eliminacjach | Wyniki w poszczególnych eliminacjach | Wyniki w poszczególnych eliminacjach | Wyniki w poszczególnych eliminacjach | Pkt. | Msc. |
| ---- | ------------------------------- | ------------ | -------------------- | ------------------------------------ | ------------------------------------ | ------------------------------------ | ------------------------------------ | ------------------------------------ | ------------------------------------ | ---- | ---- |
| 1996 |                                 |              |                      | Japonia                              | Japonia                              | Japonia                              | Japonia                              | Japonia                              | Japonia                              | 14   | 13   |
| 1996 | FET Racing Team                 | Toyota Supra | Toyota JZA80 3.0 R6T | -                                    | -                                    | -                                    | 4                                    | 25                                   | 7                                    | 14   | 13   |
| 1997 |                                 |              |                      | Japonia                              | Japonia                              | Japonia                              | Japonia                              | Japonia                              | Japonia                              | 12   | 15   |
| 1997 | Powercraft                      | Toyota Supra | Toyota JZA80 3.0 R6T | 11                                   | NU                                   | -                                    | -                                    | -                                    | -                                    | 12   | 15   |
| 1997 | Ryowa House Pacific Team Cerumo | Toyota Supra | Toyota JZA80 3.0 R6T | -                                    | -                                    | 8                                    | 5                                    | NU                                   | 20                                   | 12   | 15   |

### 24h Le Mans
| Rok  | Zespół               | Partnerzy                                          | Samochód          | Klasa | Okr. | Msc. | Msc. klas. |
| ---- | -------------------- | -------------------------------------------------- | ----------------- | ----- | ---- | ---- | ---------- |
| 1990 | Mazdaspeed Co. Ltd.  | Volker Weidler Johnny Herbert                      | Mazda 787         | GTP   | 148  | NU   | NU         |
| 1991 | Mazdaspeed           | Volker Weidler Johnny Herbert                      | Mazda 787B        | C2    | 362  | 1    | 1          |
| 1992 | Mazdaspeed           | Volker Weidler Johnny Herbert Maurizio Sandro Sala | Mazda MXR-01      | C1    | 336  | 4    | 4          |
| 1994 | Kremer Honda Racing  | Armin Hahne Christophe Bouchut                     | Honda NSX         | GT2   | 257  | 14   | 6          |
| 1995 | Honda Motor Co. Ltd. | Armin Hahne Ivan Capelli                           | Honda NSX GT1     | GT1   | 7    | NU   | NU         |
| 1996 | PGM/Bertrand Gachot  |                                                    | WR LM94 SsangYong | LMP2  | –    | NPK  | NPK        |
| 1997 | Kremer Racing        | Christophe Bouchut Andy Evans                      | Porsche 911 GT1   | GT1   | 207  | NU   | NU         |